# 长苞楼梯草
长苞楼梯草（学名：Elatostema longibracteatum）为荨麻科楼梯草属的植物，是中国的特有植物。分布在中国大陆的云南等地，生长于海拔1,200米的地区，多生于山地林中，目前尚未由人工引种栽培。